# Asystasia leptostachya
Asystasia leptostachya är en akantusväxtart som beskrevs av Gustav Lindau. Asystasia leptostachya ingår i släktet Asystasia och familjen akantusväxter. Inga underarter finns listade i Catalogue of Life.